# Federação Kosovar de Futebol
A Federação Kosovar de Futebol (em albanês: Federata e Futbollit e Kosovës, FFK) representa o futebol no Kosovo. Foi estabelecida em 1946 como um braço da antiga Associação de Futebol da Iugoslávia e, desde a independência unilateral do país, foi administrada por Fadil Vokrri, até o falecimento dele em 2018. Ela organiza a Seleção Kosovar de Futebol.
Em 3 de maio de 2016, a FKF foi aceita como 55º membro da UEFA, em congresso realizado na cidade de Budapeste. No dia 13 de maio, foi a vez da FIFA decidir pela aceitação do país como parte da organização.